# Rehydratační roztok
Rehydratační roztok slouží k doplnění tekutin při dehydrataci organizmu.
Ztráta tekutin při dehydrataci může dosahovat několika litrů.[zdroj⁠?!] Doplňovat je potřeba po malých dávkách, ale nepřetržitě. Rehydratační roztok, na rozdíl od obyčejné vody, není zátěží pro organismus v libovolném množství (určité fyzické limity toho, co je postižený schopen pozřít, přesto zůstávají). Nejlepší nápoj je ten, který chutná, protože postižený se pak nevyhýbá jeho konzumaci.

## Příznaky dehydratace
- žízeň
- suché sliznice (jazyk)
- bolest hlavy
- zrychlený pulz
- nízký tlak
- mdloby
- postižený se nepotí (suchá podpaždí)
- málo močí
- tmavá moč
- únava
- suchá pokožka

## Složení zjednodušeného rehydratačního roztoku
Na 1 litr (nejlépe převařené) vody: 8 čajových lžiček cukru, 1 lžička soli, 1 šálek neslazeného ovocného džusu (2 pomeranče).
Není-li dostupný džus nebo prostředky pro převaření vody, tak se tím samozřejmě nezabývat – příjem tekutin je cennější.

## Rehydratační roztok podleSvětové zdravotnické organizace
Na 1 litru převařené vody:
- glukóza (bezvodá) 13,5 g (nebo 14,85 g monohydrátu glukózy)
- NaCl 2,6 g
- KCl 1,5 g
- citronan sodný dihydrát 2,9 g (nebo hydrogenuhličitan sodný 2,5 g)